# Hamilton (Texas)
Pour les articles homonymes, voir Hamilton.
La ville américaine de Hamilton est le siège du comté de Hamilton, dans l’État du Texas. Lors du recensement de 2010, elle comptait 3 095 habitants.

## Source
- (en) Cet article est partiellement ou en totalité issu de l’article de Wikipédia en anglais intitulé « Hamilton, Texas » (voir la liste des auteurs).